# Alıc
Alıc (hay còn gọi là Alıç, Alich, và Alych) là một ngôi làng và đô thị ở vùng Quba của Azerbaijan.  Ngôi làng tạo thành một phần của đô thị Ərməki.